# عامل محدودکننده
یک عامل محدود کننده (به انگلیسی: Limiting factor) متغیری از یک سیستم است که باعث تغییر محسوس در خروجی یا معیار دیگری از یک نوع سیستم می‌شود. عامل محدودکننده در شکل هرمی جانداران است که از تولیدکنندگان به مصرف‌کنندگان و غیره می‌روند. عاملی که بر دامنه خاصی از شرایط شروع محدود نمی‌شود، ممکن است در محدوده دیگری از شرایط شروع، از جمله عامل محدود کننده باشد.

عامل محدودکننده در شکل بوم‌شناسی

در بوم‌شناسی جمعیت، یک عامل تنظیم‌کننده (Regulating factor)، که به عنوان عامل محدودکننده نیز شناخته می‌شود، چیزی است که جمعیت را در حالت تعادل نگه می‌دارد (نه افزایش و نه کاهش اندازه در طول زمان). عامل محدودکنندهٔ منبع مشترک ویژگی‌های محیطی هستند که رشد، فراوانی یا پراکندگی یک جاندار زنده یا جمعیت جانداران را در یک اکوسیستم محدود می‌کنند.  مفهوم عامل محدودکننده بر اساس قانون کمینهٔ لیبیگ  است که بیان می‌کند رشد نه با مقدار کل منابع موجود، بلکه توسط کمیاب‌ترین منبع کنترل می‌شود. به عبارت دیگر، در صورتی که تغییر در عامل باعث افزایش رشد، فراوانی یا توزیع ارگانیسم شود، یک عامل محدودکننده است، در حالی که سایر عوامل ضروری برای زندگی جاندار چنین نیستند. عوامل محدودکننده ممکن است فیزیکی یا زیستی باشند.